# Вулиця Гулака-Артемовського (Львів)
Ву́лиця Гулака́-Артемо́вського — вулиця у Личаківському районі міста Львова. Сполучає вулиці Левицького та Кльоновича.

## Історія
Вулиця Гулака-Артемовського прокладена і заселена наприкінці XIX століття. Свою першу назву, на честь польського письменника, публіциста, громадського діяча Зиґмунта Мілковського новостворена вулиця отримала у 1895 році. Сучасну назву, на честь українського композитора, оперного співака Семена Гулака-Артемовського, вулиця отримала 1946 року.

## Забудова
В архітектурному ансамблі вулиці Гулака-Артемовського переважають еклектичні кам'яниці кінця XIX століття, віденський класицизм.
№ 7 — житловий триповерховий цегляний тинькований будинок у стилі чітко вираженого історизму з елементами необароко. Будинок споруджений наприкінці XIX століття за спільним проєктом архітекторів Якуба Соломона Кроха та Маврикія Зильберштайна. Проєкт був затверджений магістратом у 1893 році. Вказаний будинок на зламі XIX—XX століть був власністю архітекторів Якуба Кроха та Маврикія Зильберштайна. Нині будинок виконує житлову функцію.
Симетричні композиції головних фасадів підкреслені бічними розкрепованими частинами, які акцентовані зрізаним заокругленим наріжним кутом. Перший поверх декорований рустом лінійного типу, характерним для історизму (впадаючо-виступаючого типу), обрамлення вікон виконано з профільованої лиштви та акцентоване зверту віконного прорізу декоративним замковим каменем. Вхідний портал зі сторони вулиці Кльоновича зміщений вправо, над ним розташований балкон з кованим огородженням. Завершення цоколя декороване карнизом- протяжкою. Виконаний з темнокоричневої деревини з двома освітлювальними віконцями зверху, дверне полотно має складний профіль, декорований протяжками різних типів, а також ковкою, різьбою. Завершений периметральною лиштвою та замковим каменем.
Перший поверх підкреслений декоративним лінійним рустом. Розкреповані частини будинку на другому поверсі декорує легкий лінійний руст, на третьому — підкреслюють вертикалі пілястр псевдоіонічного ордеру. Між першим і другим поверхами та по низу вікон другого і третього поверхів проходять профільовані тяги. Вікна першого поверху декоровані замковими каменями.
Другий поверх вирізняється своєю декоративною пишнотою та служить помітним акцентом для композиційного центру композиції фасаду. Віконні прорізи мають чітко виражене обрамлення вузькими пілястрами та пластичними сандриками з гербальним елементом посередині. Також декороване ліпниною обрамленою з двох боків трохи масивнішими пілястрами. Обрамлення вікна доповнює трапецієподібний замковий камінь.
Другий та третій поверхи об'єднує ледь помітний лінійний руст. Над третім поверхом нависає масивний карниз, підтриманий декорованими консолями (кронштейнами), поміж якими чергуються слухові вікна, прикрашені ліпниною та сандриками дугоподібної форми. На третьому поверсі вікна прикрашені лінійними сандриками. Будинок завершений профільованим карнизом з модульйонами, рядом сухариків та іонічного поясу.
Композицію доповнює симетрична балюстрада навколо багато декорованого дахового вікна з сандриком, геральдичним елементом, пілястрами та ліпниною внизу.
Завершення даху оформлене з допомогою кованої огороджуючої конструкції з симетричними флюгерами по обидва боки.
№ 11 — в будинку у міжвоєнний період містилася майстерня з пошиття білизни Діаманда.